# المنظمة الوطنية لتنمية المواهب الاستثنائية
المنظمة الوطنية لتنمية المواهب الاستثنائية هي منظمة إيرانية تأسست عام 1976 وتدير سلسلة من المدارس الانتقائية.

## التاريخ
تأسست المنظمة في خريف عام 1976 م على يد إيراج برومند باسم المنظمة الوطنية الإيرانية لتعليم الموهوبين والمتفوقين (NIOGATE)، بمدرستين مختلطتين بين الجنسين في طهران (الوند وبولفار)، بميزانية قدرها 13 مليون تومان. وكان من المقرر أن تكون نموذجًا للتميز في التعليم في إيران. كانت هذه المنظمة المبتكرة قصيرة الأجل ولكن تأثيرها في البلاد كان كبيرًا. تعاونت العديد من المنظمات الدولية والأمريكية مع هذا البرنامج الناشئ، بما في ذلك جامعة جنوب كاليفورنيا ولجنة التعليم التابعة للأمم المتحدة.
بعد الثورة الإسلامية، واصلت المنظمة عملها بشكل غير رسمي، حتى أُعيد تأسيسها في عام 1987 باسم المنظمة الوطنية لتنمية المواهب الاستثنائية (NODET؛ الفارسية: سازمان ملی پرورش استعدادهای درخشان Sāzmān-e Melli-ye Parvaresh-e Este'dādhā-ye Derakhshan ، اختصار: سمپاد سامباد).

## المدارس

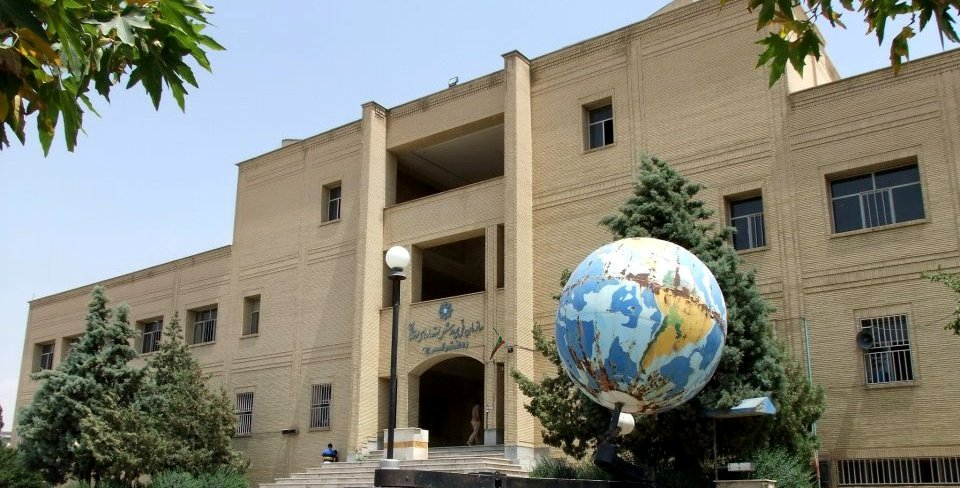
مدرسة الشهيد سلطاني، مدرسة سامباد للبنين في كرج، إيران

تضم المنظمة 99 مدرسة متوسطة و 98 مدرسة ثانوية.
تسمى المدارس بشكل غير رسمي تيزهوشان (تیزهوشان، تُترجم حرفيًا لـ"عقول حادة"). غالبًا ما تُسمى مدارس الأولاد في طهران علامة حلي (علامه حلی) والمدارس للبنات تسمى غالبًا مدرسة فرزانكان طهران (فرزانگان).

## المدخل
تقوم المنظمة بتجنيد الطلاب سنويًا من خلال مجموعة من الاختبارات الوطنية المكونة من خطوتين في كل من المدارس المتوسطة والثانوية. صُممَت الاختبارات لقياس الذكاء والموهبة والإبداع بدلًا من المعرفة السابقة. معدل القبول أقل من 5٪ للآلاف من الطلاب الذين يتقدمون سنويًا.
كما أن القبول للكادر التعليمي والإداري انتقائي أيضًا. ويميل المعلمون إلى أن يكونوا الأفضل في البلاد.

## نظام التعليم
تختلف المواد التعليمية والمرافق وأساليب التدريس والدورات الدراسية والمناهج في هذه المدارس، وتهدف إلى تنمية مواهب الطلاب.
تُقدم هذه الجامعات دورات دراسية على مستوى الجامعات في مجالات مثل الأحياء والكيمياء والرياضيات والفيزياء واللغة الإنجليزية. وعادةً ما تُقدم الجامعات تخصصين رئيسين فقط: الرياضيات والفيزياء، والعلوم التجريبية.
فاز طلاب برنامج المنظمة الوطنية لتنمية المواهب الاستثنائية تقريبًا بجميع الميداليات في أولمبياد العلوم الإيراني. كما حقق هؤلاء الطلاب أداءً متميزًا في العديد من أولمبيادات العلوم الدولية.

## الخريجون
عادةً ما يواصل خريجو المنظمة الوطنية لتنمية المواهب الاستثنائية التعليم العالي حتى مستوى الدراسات العليا.
بعض الخريجين هم باحثون من الطراز العالمي في مجالات العلوم والتكنولوجيا والهندسة والرياضيات والطب. ومن بين الخريجين البارزين عالمة الرياضيات مريم ميرزاخاني، وبطل الشطرنج إلشان مرادي، وعالمة الحاسوب فاريناز كوشنفر، وخبير اليونيكود روزبه بورنادر.

## روابط خارجية
- المنظمة الوطنية لتنمية المواهب الاستثنائية